# Le Mesnil-en-Thelle
Le Mesnil-en-Thelle település Franciaországban, Oise megyében. Lakosainak száma 2392 fő (2022. január 1.). Le Mesnil-en-Thelle Chambly, Fresnoy-en-Thelle, Morangles, Bernes-sur-Oise és Persan községekkel határos.

## Népesség
A település népességének változása:
| Lakosok száma | 2298 | 2257 | 2267 | 2229 | 2217 | 2207 | 2267 | 2329 | 2392 |
|               | 2013 | 2015 | 2016 | 2017 | 2018 | 2019 | 2020 | 2021 | 2022 |